# Asteriscium vidalii
Asteriscium vidalii är en flockblommig växtart som beskrevs av Rodolfo Amando Philippi. Asteriscium vidalii ingår i släktet Asteriscium och familjen flockblommiga växter. Inga underarter finns listade i Catalogue of Life.